# كأس لبنان 2010–11
كأس لبنان 2010–11 أو كأس الاتحاد اللبناني 2010–11 هو موسم من كأس الاتحاد اللبناني. كان عدد الأندية المشاركة فيه 16، وفاز فيه نادي العهد.